# Spetsopoula
Spetsopoula (en griego: Σπετσοπούλα; en turco: Suluca) es una pequeña isla griega. Pertenece al grupo de las islas Sarónicas. Está a 90 km en helicóptero desde Atenas.El antiguo nombre de la isla era Aristera y es apuntado por el viajero y geógrafo griego Pausanias. El nombre moderno significa pequeña Spetses y se lo debe a la cercana isla de Spetses.
Es una isla privada con un área de 1,8 km², ubicada al sureste de la isla de Spetses, de la que está separada por un pequeño estrecho. Administrativamente pertenece al municipio de la isla de Spetses pero es propiedad de la familia Niarchos. Está densamente cubierta de bosques.
Según el censo de 2011, la isla está deshabitada, pero el censo anterior (2001) reportó una población de 8 habitantes.
| Año  | Población |
| ---- | --------- |
| 1991 | 11        |
| 2001 | 8         |
| 2011 | 0         |

En 1962 la isla fue comprada por el magnate naviero griego Stavros Niarchos por "unos pocos miles de dólares". Construyó un puerto, caminos, una pista de aterrizaje y una playa artificial. La isla se hizo conocida después de que Evjenia Niarchos, la esposa del armador, fuera encontrada muerta en extrañas circunstancias en su casa de Spetsopoula el 4 de mayo de 1970. Ella está enterrada en la isla. Hoy en día, la isla es propiedad de los descendientes de Stavros Niarchos. Spetsopoula es a menudo visitada por personas de la alta sociedad, amigos de la familia Niarchos.